# Scream (песня Майкла Джексона и Джанет Джексон)
«Scream» (с англ. — «Крик») — песня американского автора-исполнителя Майкла Джексона, исполненная в дуэте с его сестрой Джанет Джексон. Лид-сингл из девятого студийного альбома музыканта HIStory: Past, Present and Future, Book I. Композиция была написана и спродюсирована Джексонами вместе с Джимми Джемом и Терри Льюисом.
Сингл занял пятую строчку в американском чарте Billboard Hot 100 и стал вторым в Hot R&B/Hip-Hop Songs. «Scream» возглавил хит-парады нескольких стран мира, а также общеевропейский хит-парад European Hot 100. Песня была номинирована на «Грэмми» в категории «Лучшее вокальное сотрудничество».
Бюджет видеоклипа, снятого режиссёром Марком Романеком, составил 7 млн долларов, что позволило «Scream» стать самым дорогим музыкальным видео в мире. В 1996 году ролик получил статуэтку «Грэмми» и три «MTV Video Music Awards».

## Предыстория
«Scream» — это протест против вмешательства средств массовой информации в личное пространство музыканта, против клеветы и стереотипов. Ещё в конце 1980-х у Джексона и СМИ сложились непростые отношения. В 1986 году «жёлтые» издания распространили слухи, что Джексон спит в кислородной барокамере, чтобы замедлить процесс старения. Также распространились слухи о том, что он хочет приобрести скелет «Человека-слона». Кроме того, кожа Джексона постепенно бледнела в результате болезни витилиго, что породило слухи о намеренном отбеливании кожи, мотивированное нежеланием певца быть чернокожим. За Джексоном закрепилось уничижительное прозвище «Wacko Jacko» («Чокнутый Джеко»). В 1989 году Джексон выпустил песню и музыкальное видео «Leave Me Alone», в которых выражал раздражение в адрес СМИ.
В 1993 году в адрес Майкла Джексона прозвучали обвинения в растлении малолетнего. На протяжении расследования этого дела он подвергся пристальному вниманию СМИ. Дело было закрыто за недостаточностью улик, однако обвинения серьёзно навредили имиджу певца. Здоровье Джексона ухудшилось до такой степени, что он отменил оставшуюся часть своего тура Dangerous и отправился на реабилитацию.

## История создания и особенности композиции
«Scream/Childhood» и «HIStory» стали первыми релизами Джексона после обвинений 1993 года.
Песня «Scream» изначально планировалась как дуэт Майкла и Джанет Джексон, они написали эту композицию вместе с Джимми Джемом и Терри Льюисом. Джем вспоминал, как предложил Джанет на выбор несколько треков, одним из которых был набросок «Scream» — услышав его, она сказала: «Он должен понравиться Майклу, я знаю своего брата». Джанет оказалась права, певец выбрал именно этот трек, выразив желание дописать для него текст и доработать звучание. Запись обеих партий должна была состояться в студии Hit Factory в Нью-Йорке, Джанет захотела записать свою часть после Майкла, Джем вспоминал что это было довольно опрометчивое решение. Певец вошёл в студию, вежливо попросил прибавить громкость в наушниках. «Затем началась запись, и, как только зазвучала музыка, он стал танцевать по всей комнате, демонстрировать все свои фишки, — вспоминал Джимми Джем. — Когда музыкант закончил свою партию, в студии воцарилась гробовая тишина». Джанет решила записать свой вокал позже в Миннеаполисе, Джем и Льюис затем отправили готовую запись певицы Майклу. Тот созвонился с продюсерами: «Она звучит отлично. Где она записывалась?» — «В Миннеаполисе». — «Я еду в Миннеаполис». Джексон из чувства конкуренции с сестрой перезаписал свою партию в другой студии, хотя, по словам Джема, в законченной версии «Scream» 90 % вокала певца было записано ещё в Нью-Йорке.
Песня начинается с крика Джексона, причём при помощи акустических эффектов у слушателя создаётся впечатление, что певец заперт в стеклянном ящике. «Первая же строчка «Scream» — „Устал от несправедливости“ (англ. «Tired of injustice») — напоминает о том, с каким наслаждением белые журналисты делают всё, чтобы опозорить Джексона, — писал кинокритик Армонд Уайт. — Под таким давлением СМИ творчество любого афроамериканского артиста немедленно игнорируется». Это композиция умеренно-медленного темпа, записанная в тональности соль мажор. Она сочетает в себе элементы техно, фанка и рока.

## Выпуск сингла и реакция критиков
Почти за две недели до официального релиза сингла, песня была слита на американские радиостанции. Представители Epic Records были в ярости и привлекли к ситуации своих юристов, хотя утечка песни не сильно навредила продажам сингла. «Scream» была выпущена 29 мая 1995 года в качестве лид-сингла из предстоявшего альбома Майкла Джексона HIStory: Past, Present and Future, Book I. В продажу поступили компакт-диски и 7-ми и 12-дюймовые виниловые пластинки. Композиция заняла пятую строчку в американском чарте Billboard Hot 100 и стала второй в Hot R&B/Hip-Hop Songs. Cингл возглавил общеевропейский хит-парад European Hot 100, а также чарты Венгрии, Финляндии и Новой Зеландии. В Великобритании песня заняла третью строчку.
По мнению журналистов Rolling Stone и Ebony «Scream» — «прекрасный» и «энергичный» лид-сингл. Армонд Уайт писал, что при помощи таких песен Джексон доносит до общественности тематику дискомфорта жизни в США. «Брат и сестра сквозь зубы выплёвывают строчки о бульварной прессе, индастриал-биты и дребезжащая перкуссия дополняют отличные вокальные партии. Это одна из тех песен Джексона, которые выдержали испытание временем», — пишет журналист издания Dazed. Рецензенту The Washington Post композиция показалась «скучной и музыкально неинтересной». Обозреватель портала Allmusic отметил, что «Scream» звучит лучше по сравнению с более ранним синглом Джексона «Jam». Критик из The Seattle Times назвал композицию лучшей из нового материала в альбоме HIStory: «Повторяющаяся строчка „Прекратите давить на меня!“ (англ. «Stop pressurin' me!») звучит убедительно, Джексон исполняет „Scream“ драматично. В ней есть острота и заразительная энергетика».

## Музыкальное видео
Видеоклип на песню «Scream» был снят режиссёром Марком Романеком, бюджет съёмок составил 7 млн долларов — это самое дорогое музыкальное видео в мире. Режиссёр вспоминал: «У нас не было настоящего космического корабля... Поэтому мы просто построили его». На установку декораций ушло две недели. Сюжет был основан на любимом фильме Романека «2001: Космическая Одиссея» и его любимом романе «Les Enfants Terrible». В чёрно-белом ролике, выдержанном в стиле научной фантастики, Майкл и Джанет развлекаются на борту их личного футуристического космического корабля в полной изоляции от внешнего мира. У них имеется свой сад камней для медитации, а также галерея произведений искусства с пультом дистанционного управления и футуристичный корт для игры в сквош. «Их изоляция сопровождается стремлением вырваться наружу, — писал Армонд Уайт. — Романек передал современный метод линчевания знаменитостей, усложнив ролик отсылками к Уорхолу, интернету и современному искусству».
Премьера ролика состоялась на телеканале ABC 14 июня 1995 года. «Scream» вошёл в сборники видеоклипов Джексона HIStory on Film, Volume II и Michael Jackson’s Vision.

## Влияние
Продюсеры Боб и Харви Вайнштейны на завершающем этапе съёмок ленты «Фильм ужасов» (англ. «Scary Movie») приняли решение переименовать его в «Крик», вдохновившись песней Джексона.
Визуальное влияние «Scream» можно заметить в видеоклипах TLC — «No Scrubs», Lil Mama — «Shawty Get Loose» и Сиары — «I'm Out».

## Список композиций
- CD (номер в каталоге Epic Records — 34K 78000)[33].

| №  | Название    | Длительность |
| -- | ----------- | ------------ |
| 1. | «Scream»    | 4:37         |
| 2. | «Childhood» | 4:27         |

- CS (номер в каталоге Epic Records — 662022 4)[33].

| №  | Название | Длительность |
| -- | -------- | ------------ |
| 1. | «Scream» | 4:37         |

| №  | Название    | Длительность |
| -- | ----------- | ------------ |
| 2. | «Childhood» | 4:27         |

## Участники записи
- Майкл Джексон — текст, музыка, вокал, бэк-вокал
- Джанет Джексон — текст, музыка, вокал, бэк-вокал
- Джимми Джем и Терри Льюис — музыка, клавишные, синтезаторы

## Позиции в чартах и сертификации
| Чарт (1995)                | Высшая позиция |
| -------------------------- | -------------- |
| Австралия                  | 2              |
| Австрия                    | 9              |
| Бельгия (Валлония)         | 3              |
| Бельгия (Фландрия)         | 5              |
| Великобритания             | 3              |
| Венгрия                    | 1              |
| Германия                   | 8              |
| Европа                     | 1              |
| Зимбабве                   | 1              |
| Ирландия                   | 6              |
| Испания                    | 1              |
| Италия                     | 1              |
| Канада                     | 5              |
| Нидерланды                 | 4              |
| Новая Зеландия             | 1              |
| Норвегия                   | 2              |
| Польша                     | 1              |
| США (Hot 100)              | 5              |
| США (Hot Dance Club Songs) | 1              |
| Финляндия                  | 1              |
| Франция                    | 4              |
| Швейцария                  | 3              |
| Швеция                     | 8              |

| Страна                 | Сертификат |
| ---------------------- | ---------- |
| Великобритания (BPI)   | Серебряный |
| Новая Зеландия (RIANZ) | Золотой    |
| США (RIAA)             | Платиновый |

## Награды и номинации
| Год  | Награда                | Номинированная работа | Категория                            | Результат | Источник |
| ---- | ---------------------- | --------------------- | ------------------------------------ | --------- | -------- |
| 1995 | MTV Video Music Awards | Видеоклип             | Лучшее танцевальное видео            | Победа    | [ 50 ]   |
| 1995 | MTV Video Music Awards | Видеоклип             | Лучшая работа художника-постановщика | Победа    | [ 50 ]   |
| 1995 | MTV Video Music Awards | Видеоклип             | Лучшая хореография                   | Победа    | [ 50 ]   |
| 1995 | MTV Video Music Awards | Видеоклип             | Видео года                           | Номинация | [ 51 ]   |
| 1995 | MTV Video Music Awards | Видеоклип             | Лучшее ритм-н-блюз видео             | Номинация | [ 51 ]   |
| 1995 | MTV Video Music Awards | Видеоклип             | Видео-прорыв                         | Номинация | [ 51 ]   |
| 1995 | MTV Video Music Awards | Видеоклип             | Лучшая работа режиссёра              | Номинация | [ 51 ]   |
| 1995 | MTV Video Music Awards | Видеоклип             | Лучшие спецэффекты                   | Номинация | [ 51 ]   |
| 1995 | MTV Video Music Awards | Видеоклип             | Лучшая работа редактора              | Номинация | [ 51 ]   |
| 1995 | MTV Video Music Awards | Видеоклип             | Лучшая синематография                | Номинация | [ 51 ]   |
| 1995 | MTV Video Music Awards | Видеоклип             | Выбор телезрителей                   | Номинация | [ 51 ]   |
| 1996 | Grammy Awards          | Видеоклип             | Лучшее музыкальное видео             | Победа    | [ 52 ]   |
| 1996 | Grammy Awards          | Песня                 | Лучшее вокальное сотрудничество      | Номинация | [ 53 ]   |
| 1996 | NAACP Image Awards     | Видеоклип             | Выдающийся видеоклип                 | Номинация | [ 54 ]   |